# Jean Le Poulain
Pour les articles homonymes, voir Poulain (homonymie).
Jean Aimé Alain Le Poulain, né le 12 septembre 1924 à Marseille et mort le 1er mars 1988 à Paris 1er, est un acteur et metteur en scène français.

## Biographie
Jean Le Poulain apprend son métier au cours Simon à Paris à la même époque que Jacqueline Maillan, et obtient un premier prix de Comédie au Conservatoire national supérieur d'art dramatique en 1949. Pendant sa jeunesse, il pratique également le rugby pour lequel il gardera une grande passion.
Pensant intégrer la Comédie-Française à sa sortie du Conservatoire, il s'en voit refuser l'entrée par l'administrateur en poste à ce moment, qui le juge plus apte à faire ses armes au théâtre de boulevard. C'est alors que Jean Vilar le recrute au Théâtre national populaire. Il donne la réplique à Gérard Philipe au théâtre des Champs-Élysées en 1952 (Le Prince de Hombourg d'Heinrich von Kleist). Par la suite, il crée sa propre compagnie.
Jean Le Poulain est en premier lieu un acteur et metteur en scène de théâtre, mais il fait également de nombreuses apparitions au cinéma et à la télévision. Il donne même sa voix dans Le Petit Poucet de Bernard Blier en 1975.[réf. nécessaire]
Entré à la Comédie-Française en 1978, où il tint notamment le rôle de M. Jourdain dans Le Bourgeois gentilhomme, il en devient sociétaire à partir de 1979, puis administrateur général du 1er septembre 1986 jusqu'à sa mort.
Il a marqué de son empreinte l'émission télévisée Au théâtre ce soir, avec notamment des pièces comme Le Noir te va si bien, De doux dingues, Le Minotaure, où il fut soit acteur, soit metteur en scène, ou les deux à la fois.
En 1974, il s'est vu confier sa propre émission de variétés, intitulée Le Poulain au galop, sur la première chaine de télévision.

### Vie privée
Vivant avec sa mère, dans un appartement de l'avenue de l'Opéra, Jean Le Poulain est l'oncle des comédiennes Corinne Le Poulain et Vannick Le Poulain. 
Il meurt à Paris 1er le 1er mars 1988 et est enterré au cimetière de Montmartre (division 5).

## Théâtre

### Comédien
- 1947 : Un amour comme le nôtre de Guy Verdot, Poche Montparnasse
- 1949 : L'Habit vert de Gaston Arman de Caillavet et Robert de Flers, mise en scène Pierre Aldebert, théâtre de Chaillot
- 1949 : Le Glorieux de Philippe Néricault Destouches, théâtre de Chaillot
- 1950 : Barabbas dit de la grotte de Michel de Ghelderode, mise en scène Jean Le Poulain et Roger Harth, théâtre de l'Œuvre
- 1950 : L'Amour truqué de Paul Nivoix, mise en scène Jacques Charon, théâtre de la Potinière
- 1951 : Halte au destin de Jacques Chabannes, mise en scène Georges Douking, théâtre de la Potinière
- 1951 : Mère Courage de Bertolt Brecht, mise en scène Jean Vilar, théâtre de la Cité Jardins Suresnes
- 1951 : Le Cid de Corneille, mise en scène Jean Vilar, théâtre de la Cité Jardins Suresnes
- 1952 : Le Prince de Hombourg de Heinrich von Kleist, mise en scène Jean Vilar, théâtre des Champs-Élysées
- 1952 : La Puce à l'oreille de Feydeau, mise en scène Georges Vitaly, théâtre Montparnasse
- 1952 : L'Histoire du Docteur Faust de Christopher Marlowe, mise en scène Jean Le Poulain, théâtre de l'Œuvre
- 1952 : Robinson de Jules Supervielle, mise en scène Jean Le Poulain, théâtre de l'Œuvre
- 1953 : Ces messieurs de la Santé de Paul Armont et Léopold Marchand, théâtre de Paris
- 1953 : O, mes aïeux !... de José-André Lacour, mise en scène Jean Le Poulain, théâtre de l'Œuvre
- 1954 : La Puce à l'oreille de Georges Feydeau, mise en scène Georges Vitaly, théâtre des Célestins
- 1954 : Si jamais je te pince !... d'Eugène Labiche, mise en scène Georges Vitaly, théâtre La Bruyère
- 1955 : Nekrassov de Jean-Paul Sartre, mise en scène Jean Meyer, Théâtre Antoine
- 1955 : Anastasia de Marcelle Maurette, mise en scène Jean Le Poulain, théâtre Antoine
- 1956 : Le mari ne compte pas de Roger-Ferdinand, mise en scène Jacques Morel, théâtre Édouard-VII
- 1957 : Wako, l’abominable homme des neiges de Roger Duchemin, mise en scène Jean Le Poulain, théâtre Hébertot
- 1957 : L'École des cocottes de Paul Armont & Marcel Gerbidon, mise en scène Jacques Charon, Théâtre Hébertot
- 1958 : Les Pieds au mur de Jean Guitton, mise en scène Jean de Létraz, théâtre du Palais-Royal
- 1958 : La Hobereaute de Jacques Audiberti, mise en scène Jean Le Poulain, théâtre du Vieux-Colombier
- 1959 : La Punaise de Vladimir Maïakovski, mise en scène André Barsacq, théâtre de l'Atelier
- 1959 : Cyrano de Bergerac d'Edmond Rostand, mise en scène Jean Le Poulain, théâtre des Célestins, festival de Bellac
- 1959 : La guerre de Troie n'aura pas lieu de Jean Giraudoux, mise en scène Jean Marchat, festival de Bellac
- 1959 : Hamlet de William Shakespeare, mise en scène Jean Darnel, arènes de Saintes
- 1959 : Dix Ans ou dix minutes de Grisha Dabat, mise en scène Jean Le Poulain, théâtre Hébertot
- 1960 : L'Otage de Paul Claudel, mise en scène Roger Dornes, festival de Bellac
- 1960 : De doux dingues de Joseph Carole, mise en scène Jean Le Poulain, théâtre Édouard-VII
- 1960 : Le Tartuffe de Molière, mise en scène Jean Le Poulain, festival de Bellac
- 1960 : Le Tartuffe de Molière, mise en scène Roland Piétri, Comédie des Champs-Élysées
- 1960 : Le Songe du critique de Jean Anouilh, mise en scène de l'auteur, Comédie des Champs-Élysées
- 1961 : La Nuit des rois de William Shakespeare, mise en scène Jean Le Poulain, théâtre du Vieux-Colombier
- 1961 : La Grotte de Jean Anouilh, mise en scène de l'auteur et Roland Piétri, théâtre Montparnasse
- 1962 : L'Otage de Paul Claudel, mise en scène Bernard Jenny, théâtre du Vieux-Colombier
- 1962 : Le Pain dur de Paul Claudel, mise en scène Bernard Jenny, théâtre du Vieux-Colombier
- 1962 : Le Père humilié de Paul Claudel, mise en scène Bernard Jenny, théâtre du Vieux-Colombier
- 1964 : Le Minotaure de Marcel Aymé, mise en scène Jean Le Poulain, théâtre des Bouffes-Parisiens
- 1964 : Les escargots meurent debout de Francis Blanche, mise en scène Jean Le Poulain, théâtre Fontaine
- 1964 : Moumou de Jean de Letraz, mise en scène Jean Le Poulain, théâtre des Bouffes-Parisiens
- 1965 : Les Filles de Jean Marsan, mise en scène Jean Le Poulain, théâtre Édouard-VII, théâtre de la Porte-Saint-Martin
- 1965 : Pourquoi pas Vamos de Georges Conchon, mise en scène Jean Mercure, théâtre Édouard-VII
- 1965 : La Dame de chez Maxim de Georges Feydeau, mise en scène Jacques Charon, théâtre du Palais-Royal
- 1967 : Jean de la Lune de Marcel Achard, mise en scène Jean Piat, théâtre du Palais-Royal
- 1967 : Interdit au public de Jean Marsan, mise en scène Jean Le Poulain, théâtre Saint-Georges
- 1969 : Le Bourgeois gentilhomme de Molière, mise en scène Jean Le Poulain, festival d'Arles
- 1969 : Interdit au public de Jean Marsan, mise en scène Jean Le Poulain, théâtre des Célestins
- 1969 : La Périchole de Jacques Offenbach, mise en scène Maurice Lehmann, théâtre de Paris
- 1969 : Le Contrat de Francis Veber, mise en scène Pierre Mondy, théâtre du Gymnase
- 1970 : La Nuit des rois de William Shakespeare, mise en scène Jean Meyer, théâtre antique de Fourvière
- 1970 : Le Bourgeois gentilhomme de Molière, mise en scène Jean Le Poulain, théâtre Mogador[4]
- 1972 : Barbe-Bleue opéra-bouffe de Jacques Offenbach, livret Henri Meilhac et Ludovic Halévy, mise en scène Maurice Lehmann, théâtre de Paris
- 1972 : Le Faiseur D'aprè Honoré de Balzac, mise en scène Pierre Franck, théâtre Montansier, à Versailles.
- 1972 : Le Noir te va si bien de Jean Marsan, mise en scène Jean Le Poulain, théâtre Antoine
- 1972 : Le Saut du lit de Ray Cooney et John Chapman, théâtre Montparnasse
- 1974 : Le Bourgeois gentilhomme de Molière, mise en scène Jean Le Poulain, Mai de Versailles
- 1975 : La Grosse de Charles Laurence, mise en scène Jean Le Poulain, Théâtre des Bouffes-Parisiens
- 1976 : Volpone de Jules Romains et Stefan Zweig d'après Ben Jonson, mise en scène Jean Meyer, Théâtre antique de Fourvière
- 1978 : Miam miam ou le Dîner d'affaires de Jacques Deval, mise en scène Jean Le Poulain, Théâtre Marigny
- 1978 : La Puce à l'oreille de Georges Feydeau, mise en scène Jean-Laurent Cochet, Comédie-Française
- 1979 : Dave au bord de mer [1] de René Kalisky, mise en scène Antoine Vitez, Comédie-Française au Théâtre national de l'Odéon
- 1979 : Le Malade imaginaire de Molière, mise en scène Jean-Laurent Cochet, Comédie-Française
- 1980 : Tartuffe de Molière, mise en scène Jean-Paul Roussillon, Comédie-Française
- 1980 : Le Bourgeois gentilhomme de Molière, mise en scène Jean-Laurent Cochet, Comédie-Française
- 1981 : La Dame de chez Maxim de Georges Feydeau, mise en scène Jean-Paul Roussillon, Comédie-Française
- 1982 : Le Voyage de monsieur Perrichon d'Eugène Labiche et Édouard Martin, mise en scène Jean Le Poulain, Comédie-Française
- 1982 : Yvonne, princesse de Bourgogne de Witold Gombrowicz, mise en scène Jacques Rosner, Comédie-Française au Théâtre national de l'Odéon
- 1983 : L'École des femmes de Molière, mise en scène Jacques Rosner, Comédie-Française
- 1987 : Un pour la route d'Harold Pinter, mise en scène Bernard Murat, Comédie-Française au Festival d'Avignon

## Filmographie

### Cinéma
- 1947 : Les Aventures des Pieds-Nickelés de Marcel Aboulker
- 1959 : Le Signe du lion d'Éric Rohmer : le clochard
- 1959 : Le Bossu d'André Hunebelle : Monsieur de Peyrolles
- 1960 : Le Sahara brûle de Michel Gast
- 1961 : Les Livreurs de Jean Girault : le professeur Alexis Schmutz
- 1962 : L'Empire de la nuit de Pierre Grimblat
- 1962 : Le Gorille a mordu l'archevêque de Maurice Labro : Lahurit
- 1962 : Le Roi du village d'Henri Gruel
- 1962 : Les Mystères de Paris d'André Hunebelle : le maître d'école
- 1962 : Arsène Lupin contre Arsène Lupin (film, 1962) d'Édouard Molinaro : le préfet de police
- 1964 : Les Gorilles de Jean Girault : le metteur en scène
- 1965 : Le Dix-septième ciel de Serge Korber
- 1968 : Salut Berthe de Guy Lefranc : le père de Berthe
- 1968 : Un drôle de colonel de Jean Girault : le pasteur
- 1969 : Elle boit pas, elle fume pas, elle drague pas, mais... elle cause ! de Michel Audiard : Gruson
- 1970 : Et qu'ça saute ! de Guy Lefranc : Don Pedro
- 1970 : Sortie de secours de Roger Kahane
- 1973 : L'Histoire très bonne et très joyeuse de Colinot trousse-chemise de Nina Companeez : le frère Albaret
- 1973 : Ursule et Grelu de Serge Korber : le docteur du paquebot
- 1975 : Divine de Dominique Delouche : Bobovitch
- 1975 : L'Ibis rouge de Jean-Pierre Mocky : Margos
- 1978 : Je te tiens, tu me tiens par la barbichette de Jean Yanne
- 1981 : Signé Furax de Marc Simenon : Klakmuf

### Télévision
- 1975 : Le Tour du monde en quatre-vingts jours - 2 parties de 90 minutes diffusé sur Antenne 2, le lundi 29 décembre et le mardi 30 décembre 1975
- 1979 : La Belle Vie de Jean Anouilh réalisé par Lazare Iglesis : Albert
- 1979 : L'Alcade de Zalamea de Calderon, festival de Vaison-la-Romaine, avec Jean Marais, Jean Davy
- 1981 : Staline est mort d'Yves Ciampi : Beria
- 1983 : Le Tartuffe de Molière, réalisation Marlène Bertin

### Au théâtre ce soir
Comédien
- 1966 : Interdit au public de Roger Dornès et Jean Marsan, mise en scène Jean Le Poulain, réalisation Pierre Sabbagh, théâtre Marigny
- 1968 : Azaïs de Georges Berr et Louis Verneuil, mise en scène Jean Le Poulain, réalisation Pierre Sabbagh, théâtre Marigny
- 1969 : Le Minotaure de Marcel Aymé, mise en scène Jean Le Poulain, réalisation Pierre Sabbagh, théâtre Marigny
- 1970 : Le Bourgeois gentilhomme de Molière, mise en scène Jean Le Poulain, réalisation Pierre Sabbagh, théâtre Marigny
- 1971 : Fric-frac d'Édouard Bourdet, mise en scène Jean Le Poulain, réalisation Pierre Sabbagh, théâtre Marigny
- 1971 : De doux dingues de Joseph Carole, mise en scène Jean Le Poulain, réalisation Georges Folgoas, théâtre Marigny
- 1973 : La Nuit des rois de William Shakespeare, mise en scène Jean Le Poulain, réalisation Georges Folgoas, théâtre Marigny
- 1975 : Le noir te va si bien de Jean Marsan d'après Saül O'Hara, mise en scène Jean Le Poulain, réalisation Pierre Sabbagh, théâtre Édouard-VII
- 1977 : Le Faiseur d'Honoré de Balzac, mise en scène Pierre Franck, réalisation Pierre Sabbagh, théâtre Marigny
- 1978 : Les Deux Timides et Le Misanthrope et l'Auvergnat d'Eugène Labiche et Marc Michel, mise en scène Jean Le Poulain, réalisation Pierre Sabbagh, théâtre Marigny
- 1978 : Volpone de Jules Romains et Stefan Zweig d'après Ben Jonson, mise en scène Jean Meyer, réalisation Pierre Sabbagh, théâtre Marigny
- 1978 : Miam miam ou le Dîner d'affaires de Jacques Deval, mise en scène Jean Le Poulain, réalisation Pierre Sabbagh, théâtre Marigny
- 1984 : Le Malade imaginaire de Molière, mise en scène Jean Le Poulain, réalisation Pierre Sabbagh, théâtre Marigny

Metteur en scène uniquement
- 1971 : Huit Femmes de Robert Thomas, réalisation Pierre Sabbagh, théâtre Marigny (assisté de Daniel Dhubert)
- 1972 : Le Don d'Adèle de Pierre Barillet et Jean-Pierre Grédy, réalisation Pierre Sabbagh, théâtre Marigny
- 1973 : Pétrus de Marcel Achard, réalisation Georges Folgoas, théâtre Marigny

## Distinctions

### Récompenses
- 1978 : prix du Brigadier pour Le Faiseur d'Honoré de Balzac, théâtre des Variétés

### Décorations
- Officier de la Légion d'honneur
- Officier de l'ordre national du Mérite
- Commandeur de l'ordre des Arts et des Lettres (1987)[5]